# 内海インターチェンジ
内海インターチェンジ（うちうみインターチェンジ）は、愛媛県南宇和郡愛南町柏に建設することが計画されている津島道路・宿毛内海道路のインターチェンジである。
これより先はながらく宿毛和田ICまでの間、事業化以前の段階（予定路線区間）であったが、2022年度に宿毛内海道路として御荘ICまでの区間が事業化された。

## 接続道路
- 国道56号

## 周辺
- 愛南町役場内海支所
- 愛南町立柏小学校
- 柏郵便局
- ローソン愛南町柏店 - 本ICのランプウェイが同店の真正面で国道56号と接続する。

## 沿革
- 2012年度（平成24年度） : 松山方面 事業化
- 2022年度（令和4年度）：宿毛方面 事業化

## 隣
E56 津島道路
津島南IC - 内海IC
E56 宿毛内海道路
御荘IC - 内海IC